# مسبح الصداقة (غزة)
مسبح الصداقة هو حوض سباحة بطول 50 متراً في قطاع غزة. افتتح في مايو 2010. والمسبح هو جزء من نادي الصداقة الرياضي، وقد بُني برعاية الجمعية الإسلامية. حصل فريق السباحة لأندية الصداقة الرياضية على العديد من الميداليات الذهبية والفضية في المسابقات الفلسطينية للسباحة.

## افتتاح
حضر الافتتاح وزراء حكومة غزة، وأعضاء المجلس التشريعي الفلسطيني، وقيادات الهيئات الإسلامية والوطنية، بالإضافة إلى أعضاء الأندية والرياضيين. ووجه الأمين العام للجمعية الإسلامية نسيم ياسين الشكر للمانحين الذين ساهموا في إنجاز المشروع. وذكر أن هدف نادي الصداقة الرياضي هو المساهمة في "الحفاظ على صمود الوطن ضد الاحتلال والطغيان الذي يسعى إلى النيل من عزيمة شعبنا". شارك في قص الشريط نسيم ياسين وعضو المجلس التشريعي عن حماس جمال الخضوري.

## تفاعلات
بعد وقت قصير من افتتاح المجمع، أشار المتحدثون باسم الحكومة الإسرائيلية إلى وجوده كدليل على مدى تعقيد الوضع الاقتصادي في غزة. وأرسل بيان صحفي إلى الصحفيين من المكتب الصحفي للحكومة الإسرائيلية، بناءً على تعليق للصحفي البريطاني توم غروس. وكان غروس قد نشر تعليقا على مدونته تضمن إشارات إلى مجمع الصداقة، مدعيا أنه أظهر جزءا من الواقع الغزاوي المحجوب من خلال "الأجندة التلاعبية لبي بي سي ووكالات الإعلام الأجنبية الأخرى".
استلهم المكتب الصحفي للحكومة الإسرائيلية من رسالة غروس وأرسل بريدًا إلكترونيًا إلى الصحفيين ينصحهم بالاستمتاع بتناول الطعام الفاخر في نادي روتس ويقترح أنهم قد يرغبون أيضًا في "الاستمتاع بالسباحة في حمام السباحة الأولمبي الجديد". اتهمت صحيفة الغارديان المكتب الصحفي باستخدام مطعم غزة الجديد وحمام السباحة الأولمبي الجديد في غزة "لتسليط الضوء على ادعاء إسرائيل بعدم وجود أزمة إنسانية هناك".